# Bagyula István
Bagyula István (Budapest, 1969. január 2. –) magyar atléta, 592 cm-es eredményével minden idők legjobb magyar rúdugrója, világ- és Európa-bajnoki ezüstérmes, ötszörös magyar bajnok, ifjúsági világbajnok.

## Pályafutása
Edzői Schulek Ágoston és Etédi Endre voltak. Az 1988-as olimpiai játékokon hetedik lett. Ugyanebben az évben 565 cm-es rekordjával aranyérmet szerzett az ifjúsági világbajnokságon. 1991-ben világbajnoki ezüstérmes lett. 1992-ben Európa-bajnoki ezüstérmes, az olimpián kilencedik helyet ért el. 1988–1998 között a Csepel SC színeiben ötszörös magyar bajnok, 1991–1995 között háromszoros Universiade-bajnok. Visszavonulása után edzőként dolgozott, többek között Vaszi Tünde távolugró edzője volt, majd külföldön, az építőiparban vállalt munkát.

### Egyéni csúcsok
- Szabadtéri: 592 cm (Linz, 1991. július 5.)
- Fedettpályás: 582 cm (London, 1992. február 7.)

## Helyezései

### Olimpiai játékok
| Torna                            | Helyszín  | Helyezés | Magasság |
| -------------------------------- | --------- | -------- | -------- |
| 1988. évi nyári olimpiai játékok | Szöul     | 7.       | 5,60     |
| 1992. évi nyári olimpiai játékok | Barcelona | 9.       | 5,30     |

### Atlétikai világbajnokságok
| Torna                                          | Helyszín  | Helyezés | Magasság |
| ---------------------------------------------- | --------- | -------- | -------- |
| 1987-es atlétikai világbajnokság               | Róma      | 19.*     | 5,00     |
| 1989-es fedett pályás atlétikai világbajnokság | Budapest  | 6.       | 5,50     |
| 1991-es atlétikai világbajnokság               | Tokió     | 2.       | 5,90     |
| 1993-as atlétikai világbajnokság               | Stuttgart | 10.      | 5,70     |
| 1995-ös fedett pályás atlétikai világbajnokság | Barcelona | 15.*     | 5,60     |
| 1995-ös atlétikai világbajnokság               | Göteborg  | 14.*     | 5,55     |
| 1997-es fedett pályás atlétikai világbajnokság | Párizs    | 16.*     | 5,45     |

* = kiesett a selejtezőben

### Atlétikai Európa-bajnokságok
| Torna                                            | Helyszín | Helyezés | Magasság |
| ------------------------------------------------ | -------- | -------- | -------- |
| 1988-as fedett pályás atlétikai Európa-bajnokság | Budapest | 14.      | 5,40     |
| 1989-es fedett pályás atlétikai Európa-bajnokság | Hága     | 6.       | 5,60     |
| 1990-es fedett pályás atlétikai Európa-bajnokság | Glasgow  | 5.       | 5,60     |
| 1990-es atlétikai Európa-bajnokság               | Split    | 10.      | 5,20     |
| 1992-es fedett pályás atlétikai Európa-bajnokság | Genova   | 2.       | 5,80     |
| 1994-es fedett pályás atlétikai Európa-bajnokság | Párizs   | 5.       | 5,70     |
| 1994-es atlétikai Európa-bajnokság               | Helsinki | 10.      | 5,60     |

### Ifjúsági bajnokságok
| Torna                                     | Helyszín   | Helyezés    | Magasság |
| ----------------------------------------- | ---------- | ----------- | -------- |
| 1986-os junior atlétikai világbajnokság   | Athén      | helyezetlen | –        |
| 1987-es junior atlétikai Európa-bajnokság | Birmingham | 2.          | 5,30     |
| 1988-as junior atlétikai világbajnokság   | Sudbury    | 1.          | 5,65     |
| 1991. évi nyári universiade               | Sheffield  | 1.          | 5,80     |
| 1993. évi nyári universiade               | Buffalo    | 1.          | 5,70     |
| 1995. évi nyári universiade               | Fukuoka    | 1.          | 5,70     |

## Magyar atlétikai bajnokság
| Torna                              | Helyezés | Magasság |
| ---------------------------------- | -------- | -------- |
| 1988-as magyar atlétikai bajnokság | 1.       | 5,40     |
| 1989-es magyar atlétikai bajnokság | 1.       | 5,20     |
| 1994-es magyar atlétikai bajnokság | 1.       | 5,20     |
| 1995-ös magyar atlétikai bajnokság | 1.       | 5,70     |
| 1998-as magyar atlétikai bajnokság | 1.       | 5,20     |

## Díjai, kitüntetései
- Az év magyar atlétája, 1991.